# Alex, Haute-Savoie
Alex este o comună în departamentul Haute-Savoie din sud-estul Franței. În 2009 avea o populație de 980 de locuitori.

## Evoluția populației
| An        | 1975 | 1982 | 1990 | 1999 | 2006 | 2009 |
| --------- | ---- | ---- | ---- | ---- | ---- | ---- |
| Populație | 268  | 429  | 574  | 792  | 930  | 980  |